# جودينيا بوميليو
جودينيا بوميليو (بالإنجليزية: Goodenia pumilio) هو نوع من النباتات المزهرة ينتمي إلى فصيلة النجمية (Goodeniaceae)، وهو نبات عشبي صغير موطنه الأصلي أستراليا.

## الوصف
يمتاز هذا النبات بنموه المنخفض الزاحف أو الممدود، مع سيقان رفيعة وأوراق صغيرة مفلطحة على الأرض. أزهاره صفراء صغيرة تظهر في مجموعات على سيقان نحيلة خلال فترات معينة من السنة، خاصة في المناطق الرطبة.

## الموطن والانتشار
ينتشر في أجزاء من شرق أستراليا، بما في ذلك كوينزلاند ونيو ساوث ويلز، حيث ينمو في الأراضي العشبية والمناطق الرملية الرطبة.

## الأهمية البيئية
يلعب هذا النبات دورًا في استقرار التربة ومنع الانجراف، كما يساهم في التنوع البيولوجي المحلي من خلال جذب الملقحات مثل الحشرات الصغيرة.